# Петров, Виктор Петрович (военный)
Ви́ктор Петро́вич Петро́в (12 сентября 1924, Испаринск, Моркинский район, Марийская автономная область, РСФСР, СССР — 13 сентября 2003, Морки, Марий Эл, Россия) — советский военный. Участник Великой Отечественной войны, гвардии сержант. Трижды кавалер ордена Красной Звезды, четырежды награждён медалью «За отвагу». Член ВКП(б).

## Биография
Родился 12 сентября 1924 года в деревне Испаринск ныне Моркинского района Марий Эл в крестьянской семье.
В апреле 1942 года призван в РККА. Участник Великой Отечественной войны: автоматчик мотострелкового пулемётного батальона, снайпер 7 стрелковой роты 53 гвардейского стрелкового полка 18 гвардейской стрелковой дивизии 11 гвардейской армии на 3-м Белорусском фронте, заряжающий, командир орудия батареи 45 мм пушек 12 гвардейского стрелкового полка 5 гвардейской стрелковой дивизии; гвардии сержант. Прославился как универсальный и отважный солдат: 18 октября 1944 года уничтожил из снайперской винтовки до 24 врагов; в ночь на 26 декабря 1944 года обеспечил взятие важной высоты, уничтожив пулемётный расчёт из 4-х человек; в ночь на 10 февраля 1945 года при прорыве обороны противника передвигался первым и убил 2-х солдат; при взятии Кёнигсберга уничтожил 2 пулемётные точки, разбил повозку с боеприпасами, убил 12 немцев. Был дважды ранен. Вступил в ВКП(б). Демобилизовался из армии в 1947 году. Награждён орденом Красной Звезды (трижды) и медалями, в том числе четырежды — медалью «За отвагу». 
В 1947 году вернулся домой: шофёр колхоза «Волгенче», в 1960—1984 годах — шофёр пожарной части п. Морки.
Награждён орденом Отечественной войны I степени и медалями.  
Женат, супруга — депутат Верховного Совета СССР 1-го созыва М. С. Сергеева.  
Скончался 13 сентября 2003 года в посёлке Морки Марий Эл.

## Боевые награды
- Орден Отечественной войны I степени (06.04.1985)[6][7]
- Орден Красной Звезды (11.01.1945, 18.02.1945, 19.04.1945)[4][8]
- Медаль «За отвагу» (СССР) (22.03.1943, 24.10.1944, 05.02.1945, 10.05.1945)[4]
- Медаль «За победу над Германией в Великой Отечественной войне 1941—1945 гг.» (09.05.1945)[4]
- Медаль «За взятие Кёнигсберга» (09.06.1945)[4]
- Медаль «За доблестный труд. В ознаменование 100-летия со дня рождения Владимира Ильича Ленина» (1970)